# Vranovo
Vranovo (cyr. Враново) – wieś w Serbii, w okręgu podunajskim, w mieście Smederevo. W 2011 roku liczyła 2690 mieszkańców.